# اتحادیه ملی شهری

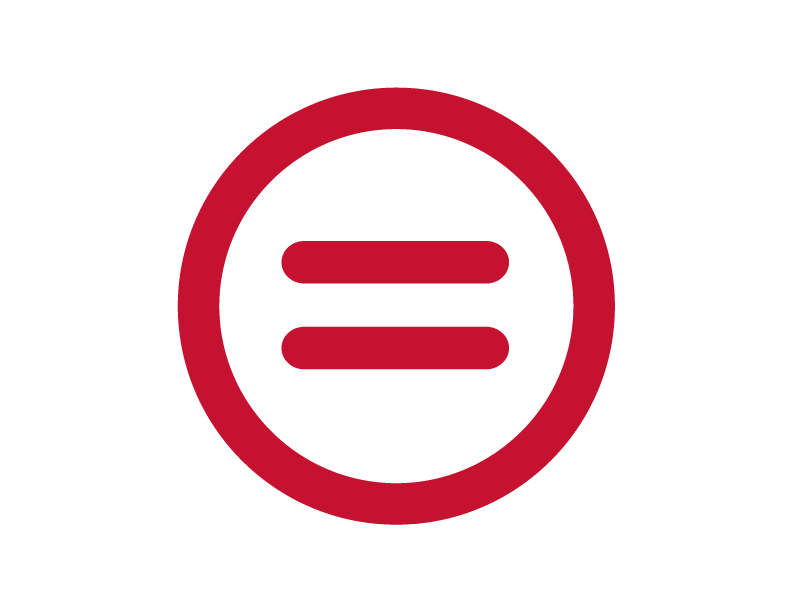
نشان اتحادیه ملی شهری

اتحادیه ملی شهری (به انگلیسی: National Urban League) (به اختصار:NUL؛ ان‌یوال) که پیشتر با نام لیگ ملی شرایط شهری در میان سیاهان شناخته می‌شد یک سازمان غیر حزبی حقوق مدنی و سیاسی حامی سیاه‌پوستان آمریکا و ضد نژادپرستی در ایالات متحده آمریکا است. این سازمان در شهر نیویورک قرار دارد. این سازمان بزرگترین و قدیمیترین سازمان اجتماعی از نوع خود در کشور ایالات متحده آمریکا است. رئیس فعلی آن مارک موریال است. این سازمان در سال ۱۹۱۰ میلادی تأسیس شد.